# Arístides Royo
Arístides Royo Sánchez (La Chorrera, Panamá; 14 de agosto de 1940) es un político panameño que fue trigésimo octavo presidente de Panamá. Ocupó la presidencia de la República de Panamá desde el 11 de octubre de 1978 hasta su dimisión el 31 de julio de 1982. Ejerció el cargo de ministro para Asuntos del Canal de Panamá durante el período de 2019 a 2024.

## Biografía
Hijo del político Roberto Royo, quien fue alcalde de Los Santos y subsecretario de Gobierno y Justicia, y de la educadora Gilma Elena Sánchez. Sus estudios primarios los realizó en la Escuela Pedro J. Sosa para continuar su secundaria en el Instituto Nacional recibiendo el título de Bachiller en Humanidades en 1959. Estando en el instituto ocupó cargos en la directiva de la Asociación Federada (AFIN) y presidió la Asociación de Graduando. Su título de licenciado en Derecho lo obtuvo en la Universidad de Salamanca, España. Su doctorado lo hizo en Bolonia, en el Real Colegio de San Clement. En ambas universidades ocupó la presidencia de la asociaciones estudiantiles de panameños.
Se casó con la educadora Adela Ruiz González el 26 de junio de 1963 y su boda fue realizada en la Santa Cueva de Covadonga. La pareja tuvo tres hijos: Marta Elena, Irma Natalia y Arístides José. Royo, Ruiz y su hija mayor, Marta, se mudaron a Panamá permanentemente el 17 de septiembre de 1965. Posteriormente se graduó como profesora de matemáticas en la Universidad Católica Santa María La Antigua.

## Carrera profesional
Al regresar a Panamá en 1965 inició su labor profesional como Secretario General de la Procuraduría General de la Nación. Se incorporó en 1968 a la firma Morgan y Morgan para desempeñar como abogado. Pasa a la Comisión Codificadora para encargarse de redactar el Proyecto de Código Penal y luego se incorpora a la Comisión que elabora en 1972 la nueva Constitución Política. En octubre de 1972 se integró a la Comisión de Legislación para posteriormente, el 19 de diciembre de 1973, ser nombrado Ministro de Educación.
Estando en este cargo se ocupó por un período corto en 1974 de la Dirección General del IFARHU. Ha ejercido la docencia en la Facultad de Derecho y Administración Pública y Comercio de la Universidad de Panamá desde 1966. Investigador en la sección de investigación Jurídica de la Facultad de Derecho de la Universidad de Panamá (1967-1971).
Royo formó parte del equipo que negoció los tratados Torrijos-Carter de 1977. Tiene escritos sobre Derecho Penal, Laboral e Internacional lo mismo que sobre administración.

## Presidencia (1978-1982)
Durante su mandato se produjeron importantes mejoras en educación, sanidad, vivienda, infraestructuras y servicios públicos pero también un crecimiento de la burocracia y la corrupción que endeudaron gravemente al país.
El presidente tuvo que hacer frente a sonoros escándalos de malversación de fondos en casos como el proyecto turístico de Contadora o la construcción de la autopista Arraiján-La Chorrera, el puente Van Dam y el aeropuerto de Tocumen.
Además, las relaciones con Estados Unidos sufrieron un serio deterioro. El apoyo del gobierno panameño al movimiento sandinista en Nicaragua, el acercamiento al régimen de Castro y la defensa de las posiciones argentinas durante la guerra de las Malvinas fueron gestos recibidos con manifiesto disgusto en Washington.

### Renuncia
El 31 de julio de 1982 renunció al cargo de Presidente Constitucional de Panamá por presiones de la dictadura militar, que en esos momentos estaba conjuntamente bajo el mandato del General Rubén Darío Paredes y el entonces coronel Manuel Antonio Noriega, quienes a su vez libraban una fuerte lucha por el poder dentro de la institución militar.
No obstante, y con todos los razonamientos precedentes, solo pudo alegar como única causa de su renuncia problemas de salud, específicamente dolores en la garganta. Luego sería conocida esa renuncia presidencial dentro de la opinión pública y el argot popular como el gargantazo.
Fue reemplazado constitucionalmente por el primer vicepresidente, el banquero Ricardo de la Espriella.

## Postpresidencia
Ocupó cargos diplomáticos como embajador de Panamá en España (1982-1985, 1994-1996), embajador de Panamá en Francia (1996-2000) y embajador de Panamá en la Organización de los Estados Americanos (2004-2009).
El 1 de julio de 2019 fue designado ministro para Asuntos del Canal de Panamá por el presidente Laurentino Cortizo.

## Obras
- Proyecto de código Penal de Panamá (1970).
- Las relaciones entre Panamá y los Estados Unidos (1979).
- Mensajes del Presidente a su pueblo (1981).
- El Canal de Panamá, pasado, presente y futuro (1996) *Estrategias para la negociación de los Tratados del Canal de Panamá (1997).
- Laberinto de ausencias (2000).
- La frustrada derogatoria de la ley 96-70 (2002).
- Gobernantes de Panamá: 1903-2003. -- No.1 (11 de mayo de 2003). -- Panamá: Editora Panamá América, 2003).
- Instituto Nacional Recuerdos y vivencias de una época (2009).